# III0I0I0
III0I0I0 er en dansk kortfilm fra 2012 instrueret af Isabel Morales Bondy.

## Handling
Denne artikel mangler et handlingsreferat. Hjælp os med at skrive det.